# مون فليت
مون فليت (بالإنجليزية:Moonfleet) هي رواية من تأليف الروائي الانجليزي «جون ميد فولكنر» تم نشرها عام 1898 وتدور قصة الرواية في قرية تقع جنوب انجلترا تدعى «مون فليت» في زمن الملك شارل الرابع حول فتى يتيم يدعى جون.

## القصة
هي رواية تتحدث عن فتى يدعى جون ترنشاد يبلغ من العمر خمسة عشر عام توفي والداه ويعيش عند خالته التي كان اسمها (ارنولد) فكان يذهب في وقت متأخر من الليل إلى منطقة المقابر ليرى شاطئ البحر وكان يعود متأخرا إلى بيت خالته فطردته فذهب للعيش عند شخص يدعى الزفير وكان هذا الشخص مهرب ولم يكن جون يعرف ذلك وعندما عرف جون أصبح واحدا من المهربين.